# Kranjsko-Sorško polje
Kranjsko-Sorško polje se razteza na obeh bregovih reke Save in zavzema večino osrednjega dela Ljubljanske kotline. Sorško polje je na desnem bregu Save, Kranjsko polje pa na njenem levem bregu. Kranjsko-Sorško polje zajema večja mesta Kranj, Škofjo Loko, Medvode, Vodice in Cerklje na Gorenjskem. Je obsežna naplavina ravninskega proda in konglomerata. Deli ga struga reke Sore. Polju dajejo značilno podobo samotna drevesa, lipe, kozolci in kužna znamenja.
To polje je primer ravnega polja na rečno-ledeniškem produ Ljubljanske kotline. V celoti je nasuto s savskim prodom, pogoste so terase (v večini prodne, veliko njiv in travnikov), ni osamelcev. Sava je nanosila toliko proda, da je odrinila Soro ob rob, ki tako ni imela nobene funkcije pri nastanku polja.
Podnebje je zmerno celinsko, kar pomeni, da so zime hladne in poletja vroča ter suhoparna 
Ravninski del polja je kmetijsko usmerjen (poljedelstvo, njive, travniki, živinoreja). Do devetdesetih let 20. stoletja je bila pokrajina znana predvsem po pridelavi krompirja, zdaj pa je v ospredju mlečna govedoreja in pridelava vrtnin.
Poleg njiv in travnikov najdemo tudi mešani in listnati nižinski gozd.
Polje ima tudi velike zaloge podtalnice, ki pa so onesnažene zaradi industrije (predvsem Kranja in Škofje Loke), komunalnih odplak in intenzivnega kmetijstva. Naselja so ob robu polja in ob Savi.
Zelo pomembni mesti za ta del Slovenije sta Medvode in Škofja Loka, središče območja pa je Kranj.